# Église Saint-Jean-Eudes de Rouen
L'église Saint-Jean-Eudes est une église catholique située à Rouen, en France.

## Localisation
L'église Saint-Jean-Eudes est située dans le département français de la Seine-Maritime, sur la commune de Rouen, rue du Docteur-Payenneville.

## Description
L'église, en briques et ciment armé, est en forme de croix grecque. Elle est surmontée d'une coupole en forme d'octogone irrégulier.

## Historique
L'architecte retenu est Robert Danis, Georges Lanfry natif de Mont-Saint-Aignan ayant collaboré à l'édification du projet en sa qualité d'entrepreneur.
Robert Busnel intervient au titre des sculptures ; les mosaïques sont de Jean Gaudin et Marcel Imbs.
L'église est bénie le 10 juin 1928 par Mgr de La Villerabel, archevêque de Rouen.
L'église, le presbytère et les aménagements de jardin sont inscrits au titre des monuments historiques en 1998.